# Jack Welch
Pour les articles homonymes, voir Welch.
John Francis Welch dit Jack Welch Jr, né le 19 novembre 1935 à Peabody au Massachusetts et mort le 1er mars 2020 à New York (État de New York), est un homme d'affaires américain, ancien président du groupe américain General Electric de 1981 à 2001 et l'un des dirigeants les plus emblématiques aux États-Unis dans la période 1980-2000.

## Biographie

### Formation
Né à Peabody dans le Massachusetts de parents d'origine irlandaise, son père John est conducteur à la compagnie ferroviaire Boston & Maine Railroad et sa mère Grace, femme au foyer. Il suit sa scolarité à la Salem High School puis plus tard à l'Université du Massachusetts à Amherst, d'où il sort diplômé en 1957 comme ingénieur en génie chimique. En 1960, il obtient son doctorat à l'université de l'Illinois à Urbana-Champaign.

### Carrière
Jack Welch rejoint GE en 1960. Il en gravit les échelons sans jamais occuper une fonction au siège, affirmant ainsi son dédain de la bureaucratie.
Il est nommé vice-président de GE en 1972. En 1981, il est nommé Président-Directeur Général, le huitième seulement dans les 123 ans d’histoire de cette société. Arrivé à la tête d’un conglomérat en crise, il va restructurer très durement le groupe, n'hésitant pas à supprimer 100 000 emplois, en conservant uniquement les filiales où GE est n° 1 ou n° 2. Il y gagnera son surnom "Neutron Jack" en raison de sa capacité à « éliminer » les employés tout en laissant les filiales et/ou entreprises appartenant à GE intactes, à l'image de la bombe à neutrons.

### Un dirigeant emblématique de GE
Jack Welch va au cours de ses 20 ans de direction se séparer de nombreuses activités et en acquérir d'autres, ne conservant que les domaines où GE est leader ou a la possibilité de le devenir. Il est l'un des premiers patrons américains à percevoir le déclin de l'industrie manufacturière liée en partie au problème de qualité des produits made in US surtout face aux importations japonaises. Il va ainsi être un des promoteurs de la qualité totale (méthodologie Six Sigma). Il est celui qui a fait du Six Sigma, inventé par Motorola et reposant sur la statistique, la méthode mondiale pour améliorer la qualité et la performance industrielle en la généralisant à tous les secteurs de GE même hors de la production. Tenant en horreur la bureaucratie, il fera tout pour alléger cette dernière et faire de GE malgré sa taille un mastodonte agile. Il impose notamment à chaque patron de département de licencier chaque année les 10 % les moins performants de leurs effectifs. Il pratique un management sans frontières, oriente son groupe vers les services, insuffle un nouvel état d'esprit au sein du groupe GE en insistant sur la nécessité absolue d'une réelle libre circulation des idées. Libre circulation qui aura un effet extrêmement positif sur la performance de l'entreprise puisque les meilleures pratiques sont adoptées (et améliorées) partout dans le groupe et cela d'où qu'elles viennent (d'une autre division de GE, d'une autre entreprise ou d'ailleurs).
Quand il prend sa retraite de GE en 2001, il reçoit une indemnité record de 417 millions de dollars, encore aujourd’hui la plus grande indemnité jamais attribuée à un patron.
Au cours de son mandat au sein de GE, la valeur de l'entreprise aurait augmenté de 4 000 %. 

### Vie privée
Jack Welch a été marié trois fois. Il est proche du Parti républicain.

## Distinction
Jack Welch est nommé « manager du siècle » en 1999 par le magazine Fortune.

## Prise de positions
En 2008, Jack Welch explique que le réchauffement climatique est une névrose de masse, et constitue une revanche du socialisme contre le capitalisme.